# The Mad Miss Manton
 The Mad Miss Manton és una pel·lícula estatunidenca de 1938, dirigida per Leigh Jason.

## Argument
Melsa Manton, noia rica i extravagant, descobreix un cadàver al seu pis. Avisa la policia però a la seva arribada el cadàver ha desaparegut. L'inspector de policia Brent posa en dubte la serietat de la noia que serà la presa de les males passades de la premsa i particularment del periodista Peter Ames que la qualifica fins i tot de boja. Picada, Melsa decideix trobar ella mateixa, amb l'ajuda d'un grup d'amigues, l'assassí i el cadàver. La seva investigació la portarà amb les seves amigues, seguides de Peter Ames qui no els deixa, a una casa aïllada on es troba l'assassí a punt de matar de nou.

## Repartiment
- Barbara Stanwyck: Melsa Manton
- Henry Fonda: Peter Ames
- Sam Levene: Tinent Brent
- Frances Mercer: Helen Frayne
- Stanley Ridges: Edward Norris
- Whitney Bourne: Pat James
- Vickie Lester: Kit Beverly
- Ann Evers: Lee Wilson
- Catherine O'Quinn: Dora Fenton
- Linda Perry: Myra Frost
- Eleanor Hansen: Jane
- Hattie McDaniel: Hilda
- Miles Mander: Fred Thomas